# Microlamia pygmaea
Microlamia pygmaea là một loài bọ cánh cứng trong họ Cerambycidae.